# دستور نقش و ارجاع
دستور نقش و ارجاع ( RRG ) نظریه‌ای در حوزه‌ی دستور زبان است که توسط ویلیام فولی و رابرت ون ویلن  در دهه‌ی 1980 میلادی تهیه شده است و بسیاری از دیدگاه های فعلی در نظریه های  دستور نقشگرا  را در خود جای داده است.
در دستور نقش و ارجاع ، توصیف جمله در یک زبان خاص از نظر (الف) ساختار منطقی (معنایی) و توابع ارتباطی آن ، و (ب) روش های دستوری که در زبان برای بیان این معانی موجود است ، فرموله شده است. به این معنی که ساختار منطقی زبان به همراه قواعد دستوری موجود در آن زبان، جملات آن زبان را تولید می‌کنند.
از جمله ویژگیهای اصلی RRG می توان به استفاده از تجزیه واژگانی مبتنی بر معناشناسی واژگانی دیوید داوتی (1979) ، تجزیه و تحلیل ساختار بند و استفاده از مجموعه ای از نقشهای موضوعی سازمان یافته در سلسله مراتبی اشاره کرد که در آن بالاترین رتبه نقش ها "کنشگر" (برای فعال ترین شرکت کننده) و "کنش‌پذیر" هستند.
رویکرد عملی RRG به زبان در سیستم درک چندزبانه زبان طبیعی (NLU)  جان بال که یک دانشمند شناحتی است، نشان داده شده است . در سال 2012 ، بال تئوری پاتم خود را با دستور نقش و ارجاع تلفیق کرد ، و یک زبان مستقل NLU را تولید کرد و زبان را از نظر معنی تجزیه کرد.

## همچنین ببینید
- دستور زبان رابطه ای